# Rui Mendes
Rui Jorge de Albuquerque Mendes GOM (Coimbra, Santa Cruz, 19 de julho  de 1937) é um ator e encenador português.

## Biografia
Estudante de arquitetura, na Escola Superior de Belas-Artes de Lisboa, Rui Mendes tornou-se ator profissional em dezembro de 1956, no Teatro do Gerifalto, companhia fundada por António Manuel do Couto Viana e instalada no Teatro da Trindade. A peça foi A Ilha do Tesouro, sob a direção de Couto Viana. Em 1961 abandona arquitetura quase no fim, indo em seguida cumprir o serviço militar. Mobilizado para a Guerra Colonial, em Angola, so voltaria quatro anos depois, enveredando definitivamente pela carreira teatral.
Integraria, entre outras companhias (e além do Teatro do Gerifalto), a Empresa Vasco Morgado, o Teatro Popular de Lisboa, Teatro Moderno de Lisboa, Teatro Nacional Popular, Grupo 4/ Teatro Aberto — de que foi um dos fundadores —, Teatro ABC, Teatro Adóque — de que também foi fundador —, Teatro da Cornucópia, Teatro Nacional D. Maria II e Teatro da Malaposta.
Entre muitas interpretações no teatro, salienta A Tia de Charley (1961), Knack (1967), À espera de Godot (1968), Amanhã digo-te por Música (1969), Saídas da Casca (1971), Insulto ao Público (1972), O Círculo de Giz Caucasiano (1976), O Judeu (1981), Super Silva (1983), A Mulher do Campo (1986), A Escola das Mulheres (1993) e O Magnífico Reitor (2001) e A Vida de Galileu de Bertolt Brecht, que protagonizou em 2006.
Trabalhou com diversos encenadores, como António Manuel Couto Viana, Francisco Ribeiro, Adolfo Gutkin, Costa Ferreira, Fernando Gusmão, João Lourenço, João Mota, Luís Miguel Cintra, Jorge Lavelli, Fernanda Alves e José Peixoto.
Desde 1975 que se dedicou igualmente à encenação, tendo assinado entre outros trabalhos: Três Irmãs de Tchekov (1988 - Teatro da Cornucópia), Sonho de uma Noite de Verão de Shakespeare (1991 - Teatro da Malaposta), Descendentes de Kennedy de Robert Patrick (1992 - Teatro da Malaposta), A Louca de Chaillot de Jean Giraudoux (1995 - Teatro Nacional D. Maria II), Tio Vânia de Tchekov (1998 - Teatro da Malaposta), Picasso e Einstein de Steve Martin (2005 - Teatro da Trindade) e Vermelho Transparente baseado na obra de Jorge Guimarães (2006 - Teatro Nacional D. Maria II).
No cinema surgiu em cerca de 20 películas, entre elas: Raça, de Augusto Fraga (1961); Dom Roberto, de José Ernesto de Souza (1961); O Meu Nome É..., de Fernando Matos Silva (1978); Nem Pássaro nem Peixe, de Solveig Nordlund (1978); Francisca, de Manoel de Oliveira (1981); Os Abismos da Meia-Noite, de António de Macedo (1983); Paisagens Sem Barcos, de Lauro António (1983); O Fim do Mundo, de João Mário Grilo (1992); Paraíso Perdido, de Alberto Seixas Santos (1995); O Milagre Segundo Salomé, de Mário Barroso (2004).
E' a televisao que torna Rui Mendes conehcido do grande publico. Ao longo de mais de 40 anos foi presença assídua  em diversas séries, novelas e telefilmes, sendo de salientar: O Caso Rosenberg (1975), Retalhos da Vida de Um Médico (1979), Uma Cidade como a Nossa (1980),"Origens" (1982) Chuva na Areia (1984), Duarte e Companhia que protagonizou (1985/89), Um Amor feliz (1990), O bando dos quatro (1993), Sim, Sr. Ministro (1996), Alves dos Reis (2000/01), Ajuste de Contas (2000), Ganância (2001), Um Estranho em Casa (2002) e João Semana (2005). Participou ainda na série Gente Fina É Outra Coisa (série) em 1982 no episódio Cantor de Ópera.
A par da atividade como ator, Rui Mendes trabalhou como cenógrafo e foi, durante duas décadas, professor da Escola Superior de Teatro e Cinema (1980 - 2000).
Em 2016 Rui Mendes foi homenageado com uma estrela no Muro da Fama - Nirvana Studios  
A 3 de julho de 2020, foi agraciado com o grau de Grande-Oficial da Ordem do Mérito.

## Televisão
- O Rei Veado RTP 1958
- O Jogo das Escondidas RTP 1960
- Zaragatas RTP 1961
- O Leque RTP 1961
- Estrela Circulação RTP 1966
- Riso e Ritmo RTP 1968
- Zé Gato RTP 1979 agente FBI
- Retalhos da Vida de um Médico RTP 1980
- Uma Cidade Como a Nossa RTP 1981 inspector Calafaia
- Tragédia da Rua das Flores RTP 1981
- Gente Fina É Outra Coisa (telessérie) RTP 1982 Teodoro Otolini
- Origens RTP 1983 Duarte Mendes
- Chuva na Areia RTP 1985 Tenente Ferreira
- Duarte e Companhia RTP 1985/1989 Duarte
- Resposta a Matilde RTP 1986 autor
- Passerelle RTP 1988 inspector Pinto
- Chegar, Apostar e Vencer RTP 1990 Apresentador
- Cinzas (telenovela) RTP 1992/1993 João Eduardo Amaral
- O Bando dos Quatro RTP 1992/1993 Professor
- Verão Quente RTP 1993/1994 Alfredo Queiroz
- Sozinhos em Casa RTP 1994 Saraiva
- Na Paz dos Anjos RTP 1994 João Carlos Fontainhas
- Isto é o Agildo RTP 1994/1995 vários personagens
- Camilo & Filho Lda. SIC 1996 Vasconcelos
- Polícias RTP 1996 Ângelo
- Sim, Sr. Ministro TVI 1996/1997 Francisco Luís Branquinho
- Vidas de Sal RTP 1996/1997 Alberto Costa
- Os Imparáveis RTP 1997
- As Aventuras do Camilo SIC 1997
- Nós os Ricos RTP 1997/1998
- Médico de Família (série) SIC 1998 Dr. Soares
- Bom Baião SIC 1998
- Ballet Rose RTP 1998 sub-diretor da PIDE
- Esquadra de Polícia RTP 1999
- Jornalistas SIC 1999
- A Hora da Liberdade SIC 1999 Andrade e Silva
- Conde de Abranhos RTP 2000 Cardoso Torres
- Ajuste de Contas RTP 2000/2001 Jorge Lopes
- Alves dos Reis RTP 2000/2001 Lourenço
- Segredo de Justiça RTP 2001
- O Processo dos Távoras RTP 2001
- Ganância SIC 2001 Tomás Segurado
- Um Estranho em Casa RTP 2002 Fernando
- O Olhar da Serpente SIC 2002/2003 Tomé Vieira de Vasconcelos
- A Minha Sogra é uma Bruxa RTP 2003 Adolfo
- Santos da Casa RTP 2003 Conde
- Inspector Max TVI 2004 Fernando Beja
- Baía das Mulheres TVI 2004 Raul Moraes
- Queridas Feras TVI 2004 juiz
- A Ferreirinha RTP 2004 médico
- João Semana RTP 2005 Henrique Nogueira
- Camilo em Sarilhos SIC 2005
- Mundo Meu TVI 2005/2006 Francisco Moura
- Vingança SIC 2007 padre Pedro Lemos
- Equador TVI 2008/2009 conde de Valle Flor
- Olhos nos Olhos TVI 2009 Dr. Lourenço de Sousa
- Cenas do Casamento SIC 2009
- Um Lugar Para Viver RTP 2009 José Pereira
- Meu Amor TVI 2009/2010 Armando Castro
- Liberdade 21 RTP 2011 Vicente
- Cuidado Com a Língua RTP 2011 ex-faroleiro
- Anjo Meu TVI 2011/2012 Hermano Saragoça
- As Viagens do sr. Ulisses RTP 2012 Fernando Ulisses
- Maison Close Canal+ 2013 Vieux Baron
- Mundo ao Contrário TVI 2013 Valentino Costa
- Mulheres de Abril RTP 2014 Gusto
- Água de Mar RTP 2014 Júlio
- Bem-Vindos a Beirais RTP 2015 Leonel Alves
- Poderosas SIC 2015 Homero de Sousa e Ataíde
- Aqui Tão Longe RTP 2016 Afonso Castro
- Donos Disto Tudo RTP 2016
- Ouro Verde TVI 2017 José Ferreira da Fonseca
- Jogo Duplo TVI 2017/18 Padre Sousa
- A Família Ventura RTP 2017/18 Frederico
- Golpe de Sorte SIC 2019-2020 Natário Garcia
- Conta-me Como Foi RTP 2019-2020 Jerónimo
- Amor Amor SIC 2021-2022 Jaime Honrado
- A Traição  do Padre Martinho RTP 2021
- Lua de Mel SIC 2022 Jaime Honrado
- Marco Paulo SIC 2023 João da Silva

## Cinema
- Raça (1961), realizado por Augusto Fraga
- O Velho e a Moça (1961), realizado por Herlander Peyroteo - curta-metragem
- Dom Roberto (1962), realizado por Ernesto de Sousa
- Gil Vicente e o Seu Teatro (1966), realizado por António Lopes Ribeiro
- A Caçada do Malhadeiro (1969), realizado por Quirino Simões
- O Meu Nome É... (1978), realizado por Fernando Matos Silva
- A Culpa (1980), realizado por António Vitorino D'Almeida
- A Carta Roubada (1981), realizado por Ruy Guerra - curta-metragem
- Francisca (1981), realizado por Manoel de Oliveira
- Antes a Sorte que Tal Morte (1981), realizado por João Matos Silva
- A Vida É Bela?! (1982), realizado por Luís Galvão Teles
- La Guérilléra (1982), realizado por Pierre Kast
- Fim de Estação (1982), realizado por Jaime Silva
- Os Abismos da Meia-Noite (1984), realizado por António de Macedo
- Paisagem Sem Barcos (1984), realizado por Lauro António
- Só Acontece aos Outros (1985), realizado por Luís Filipe Costa
- Os Emissários de Khalom (1988), realizado por António de Macedo
- Sans Peur et sans Reproche (1988), realizado por Gérard Jugnot
- Fábula em Veneza (1991), realizado por Rui Goulart
- L'oeil qui Ment (1992), realizado por Raoul Ruiz
- O Fim do Mundo (1993), realizado por João Mário Grilo
- Paraíso Perdido (1995), realizado por Alberto Seixas Santos
- O Milagre Segundo Salomé (2004), realizado por Mário Barroso
- Anita na Praia (2005), realizado por Anabela Teixeira - curta-metragem
- O Crime do Padre Amaro (2005), realizado por Carlos Coelho da Silva
- O Tenente (2010), realizado por Rafael Antunes - curta-metragem
- Capitão Falcão (2015), realizado por João Leitão

## Dobragens

### Filmes
| Nome                                          | Personagem       | Estúdio              |
| --------------------------------------------- | ---------------- | -------------------- |
| Dumbo                                         | Cegonha          | Matinha              |
| As Aventuras de Peter Pan                     | Barrica          | Matinha              |
| As Extra-Aventuras do Winnie the Pooh         | Winnie the Pooh  |                      |
| A Maior Aventura do Winnie the Pooh           | Winnie the Pooh  |                      |
| Winnie the Pooh: O Espírito de Natal          | Winnie the Pooh  |                      |
| As Aventuras de Tigre                         | Winnie the Pooh  |                      |
| A Viagem de Chihiro                           | Kamaji           | PSB                  |
| Peter Pan em a Terra do Nunca                 | Barrica          | On Air               |
| Piglet - O Filme                              | Winnie the Pooh  | Matinha              |
| Winnie the Pooh: A Primavera com o Rú         | Winnie the Pooh  | On Air               |
| Shrek 2                                       | Harold           | On Air               |
| Heffalump: O Filme                            | Winnie the Pooh  | Matinha              |
| Artur e os Minimeus                           | Archibald        | On Air               |
| Shrek, o Terceiro                             | Harold           | On Air               |
| Artur e a Vingança de Maltazard               | Archibald        | On Air               |
| Shrek Para Sempre                             | Harold           | On Air               |
| Artur 3: A Guerra dos Dois Mundos             | Archibald        | On Air               |
| Toy Story 3                                   | Sr. Pica-e-Picos | Matinha              |
| Winnie the Pooh                               | Winnie the Pooh  | Soundub              |
| Rugas                                         | Emilio           | Somnorte             |
| Os Smurfs                                     | Grande Smurf     |                      |
| The Smurfs: A Christmas Carol                 | Grande Smurf     |                      |
| As Aventuras de Tintin - O Segredo de Licorne | Sr. Crabtree     |                      |
| Os Smurfs 2                                   | Grande Smurf     |                      |
| A Canção do Mar                               | Dan              | On Air               |
| Hotel Transylvania 2                          | Vlad             | On Air               |
| O Principezinho                               | O Aviador        | VS 2.0 Digital Media |
| Kubo e as Duas Cordas                         | Rei Lua          |                      |
| Hotel Transylvania 3: Umas Férias Monstruosas | Vlad             | On Air               |
| Toy Story 4                                   | Sr. Pica-e-Picos |                      |

### Séries
| Nome                                   | Personagem      | Estúdio |
| -------------------------------------- | --------------- | ------- |
| Meus Amigos Tigre e Pooh               | Winnie the Pooh | Matinha |
| Nutri Ventures - Em Busca dos 7 Reinos | Mestre Púrpura  | On Air  |
| Para Lá do Jardim                      | Quincy Edicott  |         |

## Rádio (Teatro Radiofónico)
- 1967 - Teatro das Comédias - Noite Sem Fim[4]
- 1969 - Teatro das Comédias - Anatomia da Razão de um Homem[5]
- 1973 - Noite de Teatro - O Mercador de Veneza[6]
- 1976 - Mini-Teatro - Fábulas[7]
- 1977 - Tempo de Teatro - Quase Ministro[8]
- 1978 - Tempo de Teatro - O Senhor Henriques[9]
- 1980 - Tempo de Teatro - Epimeteu, ou o Homem que Pensava Depois [10]
- 2001 - Teatro Imaginário - A Desobediência

...

## Família
Filho de Jorge da Silva Mendes (Lisboa, São Nicolau, 6 de Setembro de 1903 - Lisboa, São Jorge de Arroios, 4 de Julho de 1989), guarda-livros, e de sua mulher (Lisboa, São Jorge de Arroios, 17 de Outubro de 1936) Maria Amélia da Costa de Albuquerque (Lisboa, São Jorge de Arroios, 15 de Agosto de 1906 - Lisboa, Alcântara, 16 de Julho de 1994).
Casou em Lisboa a 9 de Agosto de 1979 com Maria José Junqueira Mendonça (Porto, Vitória, 9 de Agosto de 1949), filha de José Maria Mendonça e de sua  mulher Maria Flor Junqueira Mendonça, de quem tem um filho e uma filha:
- Rui Bruno Junqueira Mendonça Albuquerque Mendes (Lisboa, Alvalade, 13 de Maio de 1979)
- Ana Catarina Junqueira Mendonça Albuquerque Mendes (Lisboa, 4 de Janeiro de 1984)